# Xavier Simons
Xavier Levi Simons (* 20. Februar 2003 in London) ist ein englischer Fußballspieler. Der defensive Mittelfeldspieler steht seit September 2022 bei Hull City unter Vertrag.

## Karriere

### Im Verein
Simons wurde im Londoner Stadtteil Hammersmith geboren. Er begann beim FC Brentford mit dem Fußballspielen und wechselte 2016 im Alter von 13 Jahren innerhalb der Stadt zum FC Chelsea, nachdem der Verein seine Akademie aufgelöst hatte. In der Chelsea-Jugend spielte Simons meist im defensiven Mittelfeld, kam aber auch als Rechtsverteidiger zum Einsatz. Mit den A-Junioren (U19) war er in den Spielzeiten 2019/20 und 2021/22 in der UEFA Youth League aktiv. Im September 2019 spielte der 16-Jährige erstmals für die U23 in der EFL Trophy, ehe er ab Januar 2020 auch in der Premier League 2 zum Einsatz kam. Kurz danach erhielt er an seinem 17. Geburtstag seinen ersten Profivertrag. Im Dezember 2021 debütierte Simons unter Thomas Tuchel für die Profimannschaft, als er im EFL Cup bei einem 2:0-Sieg gegen seinen ehemaligen Verein im Laufe der zweiten Halbzeit eingewechselt wurde. Im Januar 2022 folgte eine Kadernominierung im FA Cup ohne Einsatz.
Anfang September 2022 wechselte der 19-Jährige bis zum Ende der Saison 2022/23 auf Leihbasis zum Zweitligisten Hull City. Im März 2023 wurde er fest verpflichtet und mit einem Vertrag bis zum 30. Juni 2026 ausgestattet.
Anfang September 2023 wechselte Simons bis zum Ende der Saison 2023/24 auf Leihbasis zum Drittligisten Fleetwood Town. Dort kam er auf 12 Ligaspiele, konnte den Abstieg in die EFL League Two aber nicht verhindern. Zur Saison 2024/25 kehrte Simons zu Hull City zurück.

### In der Nationalmannschaft
Simons spielte von September bis November 2019 in drei Freundschaftsspielen für die englische U17-Nationalmannschaft. Anschließend fanden aufgrund der COVID-19-Pandemie keine Länderspiele im Juniorenbereich mehr statt. So folgten erst im März 2022 drei Einsätze für die U19 im Rahmen der Qualifikation zur U19-Europameisterschaft 2022. Für diese wurde Simons nicht nominiert.